# فرماندهی مرکزی ایالات متحده آمریکا
فرماندهی مرکزی ایالات متحده آمریکا یا به‌اختصار سنتکام (به انگلیسی: United States Central Command - CENTCOM) یکی از یازده فرماندهی یکپارچه رزمی وزارت دفاع ایالات متحده آمریکا است. این سازمان در سال ۱۹۸۳ با برعهده گرفتن مسئولیت‌های قبلی گروه ضربت مشترک استقرار سریع تأسیس شد و حوزه مسئولیت آن شامل خاورمیانه (مصر در آفریقا)، آسیای مرکزی و بخش‌هایی از جنوب آسیا است. این فرماندهی، حضور اصلی آمریکایی‌ها در بسیاری از عملیات‌های نظامی، از جمله عملیات طوفان صحرا در جنگ خلیج فارس در ۱۹۹۱، جنگ در افغانستان و نیز جنگ عراق از ۲۰۰۳ تا ۲۰۱۱ بوده است. از ۲۰۱۵ نیروهای سنتکام، عمدتاً در افغانستان، تحت عملیات نگهبان آزادی، که خود بخشی از مأموریت حمایت قاطع ناتو (از سال ۲۰۱۵ تا ۲۰۲۱) بود و از ۲۰۱۴ در عراق و سوریه، به‌عنوان بخشی از عملیات عزم راسخ، برای پشتیبانی، مشاوره و کمک، مستقر شدند.
سنتکام یکی از شش ستاد فرماندهی یکپارچه نیروهای مسلح ایالات متحده آمریکا است و ستاد فرماندهی آن در پایگاه نیروی هوایی مک‌دیل در ایالت فلوریدای آمریکا قرار دارد.
این ستاد در ۱ ژانویه ۱۹۸۳ میلادی تأسیس شد. عملیات مین‌گذاری ایران در خلیج فارس و واکنش آمریکا در چند عملیات نظامی علیه ایران، منجر به اولین درگیری فرماندهی مرکزی ایالات متحده شد.
جنگ خلیج فارس، جنگ عراق، جنگ در افغانستان (۲۰۲۱–۲۰۰۱)، عملیات عزم راسخ از جمله جنگ‌هایی هستند که تحت فرماندهی این ستاد راهبری شدند.

## تاریخچه
این فرماندهی در ۱ ژانویه ۱۹۸۳ تأسیس شد. سنتکام چنان‌که از نامش پیداست، منطقهٔ «مرکزی» جهان واقع بین فرماندهی‌های آفریقا، اروپا و هند-آرام را پوشش می‌دهد. با اهمیت پیدا کردن تحکیم منافع آمریکا در منطقه در پی بحران گروگان‌گیری در ایران و حمله شوروی به افغانستان، رئیس‌جمهور جیمی کارتر کارگروه مشترک آرایش نیروی سریع را در مارس ۱۹۸۰ تأسیس کرد. در یک دوره زمانی دو ساله گامهایی برای دگرگونی این کارگروه به یک ستاد فرماندهی دائمی برداشته شد. اولین گام مستقل ساختن کارگروه از فرماندهی آمادگی ایالات متحده با فعال سازی سنتکام در ژانویه ۱۹۸۳ بود. فائق آمدن بر تصورات مرددانه که این فرماندهی هنوز کارگروهی طراحی شده برای پشتیبانی استراتژی جنگ سرد بیش نیست و از فرماندهی جز نامی ندارد زمان برد.
جنگ ایران و عراق به وضوح تنش‌های رو به رشد در منطقه را برجسته کرد و گسترش عملیاتی مانند استخراج معادن نفتی ایران در خلیج فارس منجر به انجام اولین عملیات جنگی سنتکام شد. در تاریخ ۱۷ مه ۱۹۸۷، بیست و سومین کشتی جنگی یواس‌اس استارک، عملیاتی را در خلیج فارس در جنگ ایران و عراق هدایت کرد، این کشتی به وسیله موشک‌های اگسوست که توسط یک هواپیمای عراقی شلیک شد، ۳۷ تلفات برجای گذاشت. بلافاصله بعد از آن بدنبال بخشی از آنچه بعداً به عنوان «جنگ کشتی‌های نفتکش» شناخته شد، دولت فدرال ایالات متحده با تعویض پرچم و برافراشتن پرچم کویت بر فراز ۱۱ کشتی نفتکش کویتی. در عملیات اراده جدی، این کشتی‌های نفتکش را بنام نیروهای خاورمیانه‌ای سنتکام آمریکا از طریق خلیج فارس به کویت و از طریق تنگه هرمز اسکورت کرد.

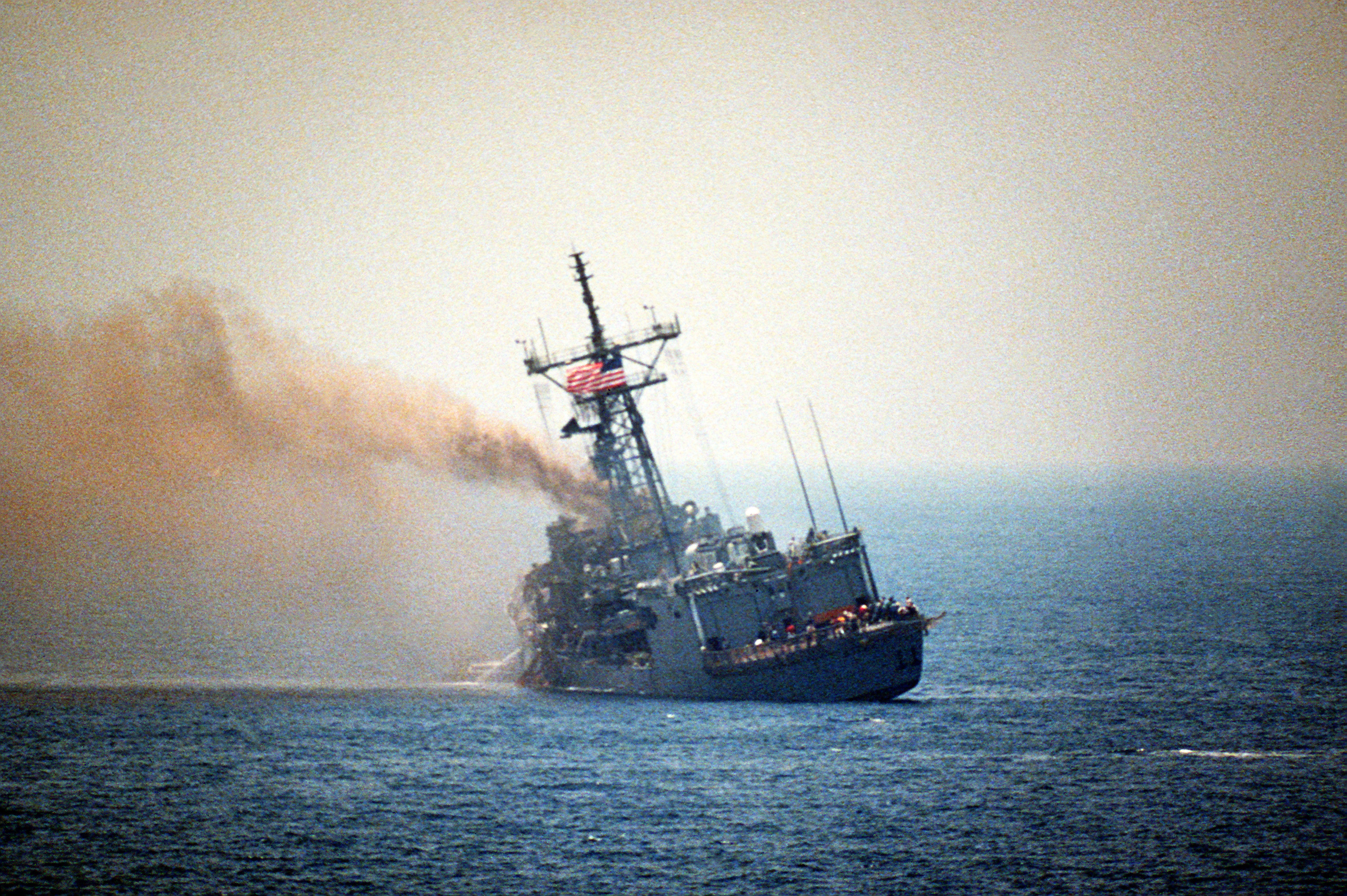
کشتی جنگی استارک براثر اصابت دو موشک اگسوست از محور خارج شده کج شد.

شورای عالی امنیت ملی جمهوری اسلامی ایران، ۱۹ فروردین ۱۳۹۸ برابر ۸ آوریل ۲۰۱۹ میلادی، در پاسخ به اقدام دولت آمریکا به گنجاندن سپاه پاسداران انقلاب اسلامی در فهرست گروه‌های تروریستی آمریکا، سنتکام را جزو گروه‌های تروریستی از نظر ایران اعلام کرد.
آمریکا به تازگی ناو آبراهام لینکلن را برای کنترل تحرکات ایران به خلیج فارس و دریای عمان فرستاده‌است.

## ممانعت از درگیری با ایران
رئیس سازمان فرماندهی مرکزی ارتش آمریکا(سنتکام) مک کنزی در اظهارت جنجالی گفت: «دنبال جنگ با ایران نیستیم اما از آن گریزان هم نخواهیم بود.» به گفته وی نقش سنت‌کام این است که مانع پاسخ نظامی ایران به سیاست «کارزار فشار حداکثری» دولت آمریکا علیه ایران شود. یک قدرت جهانی از این موهبت برخوردار نیست که فقط یک نقطه تمرکز راهبردی داشته باشد. ایران، یکی از اولویت‌های ما است، اما مهم‌ترین اولویتمان نیست.»

## اهداف و مسئولیت‌ها

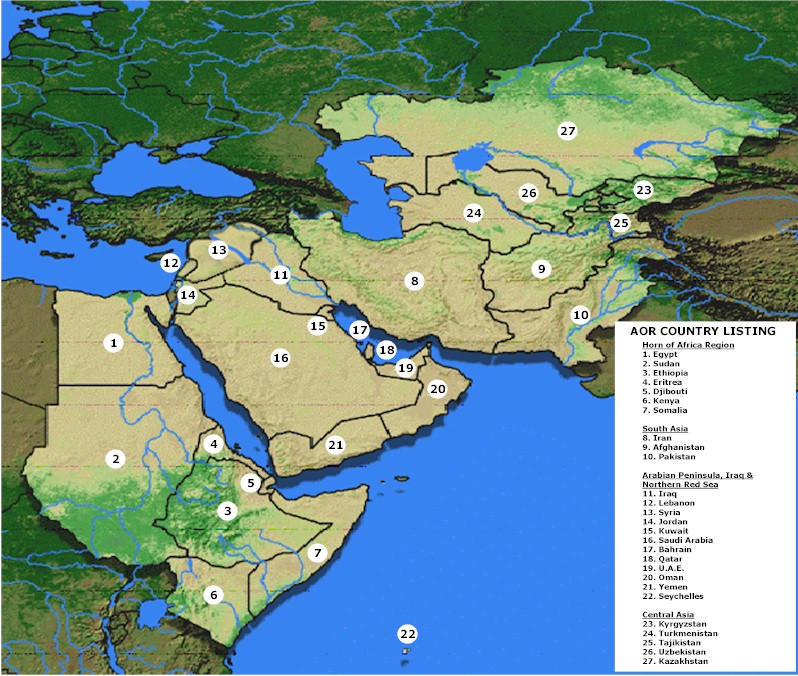
کشورها و مناطق تحت پوشش.

اهداف تأسیس سنت‌کام چنین بیان شده‌است: «فرماندهی مرکزی ایالات متحده با همکاری شرکای ملی و بین‌المللی، توسعه و همکاری بین‌المللی را ارتقاء می‌دهد، به بحران‌ها پاسخ می‌گوید و به منظور استقرار امنیت و پایداری منطقه‌ای با تجاوزات داخلی و فرامرزی مقابله می‌کند.»
کشورهای افغانستان، بحرین، جیبوتی، مصر، اتیوپی، اریتره، ایران، عراق، اردن، قزاقستان، کنیا، کویت، قرقیزستان، لبنان، عمان، پاکستان، قطر، عربستان سعودی، سیشل، سومالی، سودان، سوریه، تاجیکستان، ترکمنستان، امارات متحده عربی، ازبکستان و یمن تحت پوشش و مسئولیت ستاد فرماندهی مرکزی ایالات متحده آمریکا قرار دارند. همچنین در آخرین روزهای ریاست‌جمهوری دونالد ترامپ، اسرائیل به حوزه فعالیت سنتکام افزوده شد.

## فرماندهان
فرماندهان برجسته‌ای در ارتش ایالات متحده آمریکا، مسئولیت فرماندهی ستاد مرکزی را برعهده داشته‌اند. از آن‌جمله می‌توان به ارتشبد جوزف ووتل، ارتشبد کنت مک کنزی، دریادار ویلیام فالن، ارتشبد جان ابی زید، ارتشبد تامی فرنکس و ارتشبد نورمن شوارتسکف اشاره کرد.
در تاریخ ۱۰ ژوئیه ۲۰۰۸ میلادی، مجلس سنای آمریکا با اکثریت ۹۶ رای موافق در برابر ۲ رای مخالف پیشنهاد وزارت دفاع ایالات متحده آمریکا برای انتصاب ژنرال دیوید پترائوس به فرماندهی ستاد فرماندهی کل نیروهای آمریکا را تصویب کرد.
| No. | فرمانده                | فرمانده                                   | دوره           | دوره           | دوره           | نیروی محل خدمت                            |
| No. | پرتره                  | نام                                       | رسیدن به سمت   | ترک سمت        | طول دوره       | نیروی محل خدمت                            |
| --- | ---------------------- | ----------------------------------------- | -------------- | -------------- | -------------- | ----------------------------------------- |
| ۱   | Robert Kingston        | ارتشبد Robert Kingston (۲۰۰۷–۱۹۲۸)        | ۱ ژانویه ۱۹۸۳  | ۲۷ نوامبر ۱۹۸۵ | ۲ سال، ۳۳۰ روز | نیروی زمینی ایالات متحده آمریکا           |
| ۲   | George B. Crist        | ارتشبد George B. Crist (زادهٔ ۱۹۳۱)        | ۲۷ نوامبر ۱۹۸۵ | ۲۳ نوامبر ۱۹۸۸ | ۲ سال، ۳۶۲ روز | سپاه تفنگداران دریایی ایالات متحده آمریکا |
| ۳   | نورمن شوارتسکف (پسر)   | ارتشبد نورمن شوارتسکف (پسر) (۲۰۱۲–۱۹۳۴)   | ۲۳ نوامبر ۱۹۸۸ | ۹ اوت ۱۹۹۱     | ۲ سال، ۲۵۹ روز | نیروی زمینی ایالات متحده آمریکا           |
| ۴   | Joseph P. Hoar         | ارتشبد Joseph P. Hoar (زادهٔ ۱۹۳۴)         | ۹ اوت ۱۹۹۱     | ۵ اوت ۱۹۹۴     | ۲ سال، ۳۶۱ روز | سپاه تفنگداران دریایی ایالات متحده آمریکا |
| ۵   | J. H. Binford Peay III | ارتشبد J. H. Binford Peay III (زادهٔ ۱۹۴۰) | ۵ اوت ۱۹۹۴     | ۱۳ اوت ۱۹۹۷    | ۳ سال، ۸ روز   | نیروی زمینی ایالات متحده آمریکا           |
| ۶   | انتونی زینی            | ارتشبد انتونی زینی (زادهٔ ۱۹۴۳)            | ۱۳ اوت ۱۹۹۷    | ۶ ژوئیه ۲۰۰۰   | ۲ سال، ۳۲۸ روز | سپاه تفنگداران دریایی ایالات متحده آمریکا |
| ۷   | تامی فرنکس             | ارتشبد تامی فرنکس (زادهٔ ۱۹۴۵)             | ۶ ژوئیه ۲۰۰۰   | ۷ ژوئیه ۲۰۰۳   | ۳ سال، ۱ روز   | نیروی زمینی ایالات متحده آمریکا           |
| ۸   | جان ابی زید            | ارتشبد جان ابی زید (زادهٔ ۱۹۵۱)            | ۷ ژوئیه ۲۰۰۳   | ۱۶ مارس ۲۰۰۷   | ۳ سال، ۲۵۲ روز | نیروی زمینی ایالات متحده آمریکا           |
| ۹   | ویلیام فالون           | دریابد ویلیام فالون (زادهٔ ۱۹۴۴)           | ۱۶ مارس ۲۰۰۷   | ۲۸ مارس ۲۰۰۸   | ۱ سال، ۱۲ روز  | نیروی دریایی ایالات متحده آمریکا          |
| -   | مارتین دمپسی           | سپهبد مارتین دمپسی (زادهٔ ۱۹۵۲) سرپرست     | ۲۸ مارس ۲۰۰۸   | ۳۱ اکتبر ۲۰۰۸  | ۲۱۷ روز        | نیروی زمینی ایالات متحده آمریکا           |
| ۱۰  | دیوید پترائوس          | ارتشبد دیوید پترائوس (زادهٔ ۱۹۵۲)          | ۳۱ اکتبر ۲۰۰۸  | ۳۰ ژوئن ۲۰۱۰   | ۱ سال، ۲۴۲ روز | نیروی زمینی ایالات متحده آمریکا           |
| -   | جان آر. آلن            | سپهبد جان آر. آلن (زادهٔ ۱۹۵۳) سرپرست      | ۳۰ ژوئن ۲۰۱۰   | ۱۱ اوت ۲۰۱۰    | ۴۲ روز         | سپاه تفنگداران دریایی ایالات متحده آمریکا |
| ۱۱  | جیمز متیس              | ارتشبد جیمز متیس (زادهٔ ۱۹۵۰)              | ۱۱ اوت ۲۰۱۰    | ۲۲ مارس ۲۰۱۳   | ۲ سال، ۲۲۳ روز | سپاه تفنگداران دریایی ایالات متحده آمریکا |
| ۱۲  | لوید آستین             | ارتشبد لوید آستین (زادهٔ ۱۹۵۳)             | ۲۲ مارس ۲۰۱۳   | ۳۰ مارس ۲۰۱۶   | ۳ سال، ۸ روز   | نیروی زمینی ایالات متحده آمریکا           |
| ۱۳  | جوزف ووتل              | ارتشبد جوزف ووتل (زادهٔ ۱۹۵۸)              | ۳۰ مارس ۲۰۱۶   | ۲۸ مارس ۲۰۱۹   | ۲ سال، ۳۶۳ روز | نیروی زمینی ایالات متحده آمریکا           |
| ۱۴  | کنت اف. مکنزی جونیور   | ارتشبد کنت اف. مکنزی جونیور (زادهٔ ۱۹۵۷)   | ۲۸ مارس ۲۰۱۹   | متصدی          | ۶ سال، ۱۳۴ روز | سپاه تفنگداران دریایی ایالات متحده آمریکا |

## مشاوران
نادر اسکویی از سال ۲۰۱۳ تا ۲۰۱۷ مشاور سیاسی ارشد سنتکام بود و در مورد ایران به آن مشاوره می‌داد.